# Gastón Azcárraga
Gastón Azcárraga Andrade es un empresario mexicano, prófugo de la justicia mexicana, quien fue directivo y propietario de Grupo Posadas y Mexicana de Aviación. Es buscado por delitos financieros vinculados a la quiebra de la aerolínea. Fue acusado de fraude financiero relacionado con su administración de Mexicana de Aviación.
En 2014, México emitió una orden de arresto por sospecha de lavado de dinero. La orden de aprehensión en contra de Gastón Azcárraga fue revocada en los últimos días de la administración del Presidente Mexicano Enrique Peña Nieto. En el 2018 la orden fue reafirmada. Actualmente Azcárraga sigue prófugo, viviendo Estados Unidos, donde solicitó asilo político.